# Chatroulette
Chatroulette är en online-chatwebbplats som parar ihop slumpmässiga använder till webbkamerabaserade konversationer. Användare kan kommunicera till andra via chatt, video och ljud. Användaren kan gå ut ur konversationer och kopplas då till en ny användare att prata med. 
Chatroulette skapades av Andrey Ternovskiy vid 17-års ålder och hemsidan hade runt 20 000 användare 2010.